# Edward Snowden
Edward Joseph Snowden (Elizabeth City, 21 giugno 1983) è un informatico e attivista statunitense naturalizzato russo, reso famoso dalla sua attività di whistleblower.
In passato tecnico della CIA e, fino al 10 giugno 2013, collaboratore di un'azienda consulente della National Security Agency (NSA), è noto per aver svelato al pubblico dettagli di diversi programmi top secret di sorveglianza di massa del governo statunitense e di quello britannico. Attraverso la collaborazione con alcuni giornalisti ha rivelato diversi documenti altamente secretati su programmi di intelligence, tra cui il programma di intercettazione telefonica tra Stati Uniti e Unione Europea riguardante i metadati delle comunicazioni, il PRISM, Tempora e altri programmi di sorveglianza su Internet.
Dal 2013 è rifugiato in Russia, che gli ha concesso la cittadinanza nel settembre 2022.

## Biografia

CIA

Nato a Elizabeth City, Snowden è cresciuto a Wilmington, Carolina del Nord. Il padre, Lonnie Snowden, era un ufficiale della Guardia Costiera degli Stati Uniti, sua madre è impiegata presso la corte federale del Maryland, mentre la sorella divenne avvocato presso il Federal Judicial Center di Washington. Snowden si è trasferito con la famiglia a Ellicott City, nel 1999, dove ha studiato informatica presso l'Anne Arundel Community College, ma non ha portato a termine gli studi superiori. Il padre di Snowden ha spiegato che suo figlio ha perso diversi mesi di scuola a causa di una malattia e ha terminato gli studi in una scuola privata, dove si è diplomato. Pur non essendo laureato, nel 2011 si è iscritto a un master telematico in Computer security dell'Università di Liverpool. Il padre, inoltre, ha sempre considerato il figlio come il più intelligente della famiglia e ha dichiarato di non essere rimasto sorpreso quando Snowden totalizzò 145 punti su due test del quoziente d'intelligenza.
Nel maggio 2004 Snowden si è arruolato nell'esercito degli Stati Uniti come recluta delle Forze Speciali, ma non ha completato l'addestramento a seguito di un incidente in cui si era rotto entrambe le gambe. A settembre dello stesso anno venne congedato. Ha dichiarato di essersi voluto arruolare per combattere in Iraq perché si sentiva in obbligo, come essere umano, di liberare le persone dall'oppressione. Successivamente si è occupato di sicurezza per conto della National Security Agency presso l'Università del Maryland, per poi essere reclutato dalla CIA e occuparsi di sicurezza informatica.
Nel 2007 ha lavorato sotto copertura diplomatica per conto della CIA a Ginevra, dove ha cominciato ad avere accesso a documenti riservati e a nutrire dubbi sulla correttezza dell'operato dell'Agenzia, che lasciò nel 2009 a favore dell'azienda produttrice di personal computer Dell, la quale lo assegnò a una struttura della National Security Agency in Giappone. Il suo ultimo impiego prima della partenza dagli Stati Uniti è stato alle Hawaii per la società di consulenza alla difesa Booz Allen Hamilton, per la quale ha lavorato per meno di tre mesi nel 2013 come amministratore di sistema all'interno di una struttura della NSA. L'azienda, che lo ha assunto nonostante alcune possibili discrepanze rilevate nel suo curriculum formativo, ha terminato i rapporti con Snowden il 10 giugno 2013 per violazione dei codici di condotta dell'azienda e ha dichiarato che, al momento, il suo salario era dell'ordine dei 122.000 dollari l'anno.
Nel maggio 2006 Snowden ha scritto sul forum online Ars Technica che non ha avuto problemi a trovare lavoro perché era un mago del computer. Nel mese di agosto ha scritto su un possibile percorso al servizio del governo, magari coinvolgendo la Cina, ma ha detto che "proprio non mi sembra il più 'divertente' fra i paesi". Prima di partire per Hong Kong, Snowden ha vissuto con la sua ragazza a Waipahu, nell'isola di Oahu, Hawaii. Avendo lavorato in una base militare degli Stati Uniti in Giappone, Snowden ha riferito di avere un profondo interesse per la cultura popolare giapponese e di aver studiato la lingua giapponese. Ha anche affermato di avere una conoscenza di base del cinese mandarino e di essere interessato alle arti marziali e al buddhismo.
Nel 2013, Snowden, dopo impieghi nella Dell e nella CIA, fu assunto dalla Booz Allen Hamilton, un'azienda di tecnologia informatica consulente della NSA (agenzia per la sicurezza nazionale). Snowden afferma che diventò sempre più disilluso dai programmi con i quali fu coinvolto e che provò a sollevare le sue preoccupazioni etiche attraverso canali interni alla NSA, ma venne ignorato. Il 20 maggio 2013, Snowden volò a Hong Kong dopo aver lasciato il suo lavoro in una struttura della NSA nelle Hawaii, e all'inizio di giugno rivelò migliaia di documenti segretati della NSA ai giornalisti Glenn Greenwald, Laura Poitras, e Ewen MacAskill. Snowden giunse all'attenzione internazionale dopo che furono pubblicati gli articoli basati su questo materiale sul Guardian e sul Washington Post. Altre pubblicazioni, tra cui Der Spiegel e The New York Times, fecero ulteriori rivelazioni.
Il giorno del suo trentesimo compleanno, il 21 giugno 2013, il Dipartimento della giustizia degli Stati Uniti d'America accusò Snowden di aver violato l'Espionage Act del 1917 e di furto di proprietà del governo; in seguito a questo il Dipartimento di Stato gli revocò il passaporto. Due giorni dopo, volò all'aeroporto di Mosca-Šeremet'evo, dove le autorità notarono che il suo passaporto statunitense era stato invalidato, e fu confinato nel terminal dell'aeroporto per più di un mese. In seguito la Russia concesse a Snowden il diritto di asilo con un visto iniziale di residenza per un anno; rinnovi ripetuti gli permisero di rimanere almeno fino al 2020. All'inizio del 2016, diventò presidente della Freedom of the Press Foundation, un'organizzazione con sede a San Francisco il cui scopo è proteggere i giornalisti dallo hacking e dalla sorveglianza del governo. Nel 2017 sposò Lindsay Mills a Mosca.
Il 17 giugno 2013, il padre di Snowden, in un'intervista rilasciata a Fox TV, ha espresso preoccupazione per la disinformazione nei media, descrivendo il figlio come un giovane uomo premuroso e sensibile. Pur d'accordo con il figlio nella sua opposizione ai programmi di sorveglianza, gli chiese di interrompere la sua attività e di tornare a casa. Il primo luglio 2013 suo padre ha ritrattato il consiglio datogli e siccome riteneva che non avrebbe potuto esserci un giusto processo negli USA, ha consigliato a Edward di rimanere in Russia.
Il 14 giugno 2013 i procuratori federali degli Stati Uniti hanno presentato a Snowden una denuncia, resa pubblica il 21 giugno, con accuse di furto di proprietà del governo, comunicazione non autorizzata di informazioni della difesa nazionale e comunicazione volontaria di informazioni segrete con una persona non autorizzata. Le ultime due accuse sono sottoposte alla legislazione sullo spionaggio.
Il 29 ottobre 2015 il Parlamento europeo, con 285 voti a favore (contro 281 contrari), ha chiesto agli stati membri di offrire protezione e di ritirare ogni impugnazione penale nei confronti di Edward Snowden ed evitare che venga concessa l'estradizione o consegna a Paesi terzi "riconoscendo il suo statuto di informatore e di difensore internazionale dei diritti umani".
Il 17 settembre 2019 fu pubblicata la sua autobiografia, intitolata Permanent Record (in italiano tradotta come Errore di sistema). Il primo giorno della pubblicazione, il Dipartimento della giustizia presentò una causa civile contro Snowden per aver pubblicato l'autobiografia, sostenendo che avesse infranto un accordo di non divulgazione firmato con il governo federale statunitense. Ewen MacAskill, ex reporter sulla sicurezza nazionale del The Guardian ha definito la causa un "grosso errore", facendo notare che trent'anni prima il bando del libro Spycatcher nel Regno Unito aveva determinato un enorme successo di vendite. L'autobiografia in quello stesso giorno era al primo posto della lista dei bestseller di Amazon. In un'intervista del 26 settembre 2019 con Amy Goodman per Democracy Now!, Snowden ha messo in chiaro che si considera un whistleblower e non un leaker, dato che ritiene che "un leaker distribuisce informazioni solo per un guadagno personale".

## Orientamento politico
Sul computer portatile di Snowden si possono notare adesivi di supporto alle organizzazioni di libertà su Internet, tra cui l'Electronic Frontier Foundation (EFF) e il Tor Project. Nelle elezioni presidenziali del 2008, Snowden ha detto di aver votato per i candidati di terze parti (cioè indipendenti sia dai Repubblicani sia dai Democratici). Ha detto di aver creduto alle promesse di Obama, ma che a suo avviso egli ha continuato ancora con le politiche del suo predecessore. Per le elezioni del 2012, i registri delle donazioni politiche indicano che ha contribuito alla campagna per le primarie di Ron Paul.
Il 22 agosto 2013 il caso Snowden è stato così sintetizzato dall'analista d'intelligence Gavino Raoul Piras:

## Motivazioni della sua denuncia pubblica
(Ed. Snowden, The Daily Show with Trevor Noah, 2019)
Snowden si è sempre dichiarato un patriota che amava il suo lavoro, ma quando si è reso conto che i suoi valori di fedeltà alla Costituzione degli Stati Uniti d'America venivano traditi con grande disinvoltura dalle strategie dei servizi di intelligence, ha cercato il modo di portare questa denuncia all'opinione pubblica senza venire messo a tacere dai suoi superiori, come era già successo al suo scrupoloso collega Thomas Drake qualche anno prima.
Non si è dimostrato interessato al denaro, anche se il valore dei documenti trafugati sarebbe stato enorme per qualsiasi potenza avversaria.
Si è preoccupato di pretendere dai giornalisti incaricati della divulgazione, di proteggere la sicurezza dei dati sensibili delle persone citate che sono stati oscurati.
Snowden ha affermato che le rivelazioni costituiscono uno sforzo "per informare il pubblico su ciò che viene fatto in loro nome e quello che è fatto contro di loro". Le rivelazioni di Snowden riguardano alcune fra le violazioni più significative della storia della NSA, da lui paragonate al Panopticon. Matthew M. Aid, uno storico di intelligence di Washington, ha affermato che le sue rivelazioni hanno "confermato i sospetti di lunga data che la sorveglianza della NSA negli Stati Uniti è più invasiva di quanto pensavamo".
L'identità di Snowden è stata resa pubblica dal The Guardian, su sua richiesta, il 9 giugno 2013. Ha spiegato il suo ragionamento per la rinuncia all'anonimato: "Non ho alcuna intenzione di nascondere chi sono, perché so che non ho fatto nulla di male". Ha aggiunto che rivelando la sua identità sperava di proteggere i suoi colleghi dall'essere sottoposti a una battuta di caccia per stabilire chi fosse stato il responsabile delle soffiate.
Ha inoltre dichiarato recentemente che gli eroi dei libri di Ayn Rand e dei film di Star Wars l'hanno spinto ad agire.

## Programmi di sorveglianza di massa
Il primo contatto tra Snowden e la documentarista Laura Poitras avvenne nel gennaio 2013. Secondo Poitras, Snowden ha scelto di contattarla dopo aver visto la sua relazione su William Binney, un informatore della NSA, sul New York Times. Lei è un membro del consiglio della Fondazione sulla libertà di stampa insieme con il giornalista Glenn Greenwald. Greenwald, reporter per il quotidiano britannico The Guardian, ha detto di aver lavorato con Snowden da febbraio, e Barton Gellman, che scrive per il Washington Post, dice che il suo primo "contatto diretto" è avvenuto il 16 maggio. Tuttavia, Gellman sostiene che Greenwald fu coinvolto solo dopo che il Washington Post si rifiutò di garantire la pubblicazione completa dei documenti entro 72 ore.
Gellman dice di aver detto a Snowden: "Non garantiamo quando e quello che pubblicheremo...". Snowden rispose succintamente "mi dispiace che non siamo riusciti a mantenere questo progetto unilaterale". Poco dopo entrò in contatto con Glenn Greenwald del Guardian. Snowden comunicava tramite posta elettronica crittografata, con il nome in codice di Verax, che significa "veritiero" in latino. Ha chiesto di non essere citato a lungo per paura di venire identificato con un'analisi semantica.
Secondo Gellman, prima del loro primo incontro di persona, Snowden ha scritto: "So che soffrirò per le mie azioni, e che il ritorno di queste informazioni al pubblico segna la mia fine". Snowden ha anche avvertito Gellman che, una volta pubblicati gli articoli, i giornalisti che avessero collaborato con lui sarebbero diventati bersagli della CIA rischiando pertanto la propria vita "nel caso in cui pensino che voi siate il punto nevralgico eliminato il quale le rivelazioni avranno fine restituendo loro la proprietà delle informazioni". Snowden ha descritto la sua esperienza con la CIA a Ginevra come formativa, affermando che la CIA prese un banchiere svizzero ubriaco e lo incoraggiò a guidare sino a casa.
Quando quest'ultimo fu arrestato, un agente della CIA si offrì di intervenire in suo aiuto, per infine reclutarlo. Il consigliere federale svizzero Ueli Maurer ha commentato: "Non mi sembra che sia probabile che questo incidente sia avvenuto come è stato descritto da Snowden e dai media". Le rivelazioni arrivarono in un momento delicato per le relazioni USA-Svizzera, dal momento che il governo svizzero tentava di approvare una legge che consentisse una maggiore trasparenza bancaria. In seguito, il Guardian pubblicò anche la notizia di spionaggio USA ai danni di diplomatici dell'Unione Europea. La stampa italiana ha ribattezzato il caso, chiamandolo "datagate".

## Cronologia delle rivelazioni
Nel maggio del 2013, a Snowden è stato consentito il congedo temporaneo dal suo incarico presso la NSA nelle Hawaii, ottenuto con il pretesto di ricevere un trattamento per la sua epilessia. Secondo gli agenti immobiliari locali, Snowden e la sua ragazza si trasferirono fuori della loro casa il 1º maggio, senza lasciare nulla. Il 20 maggio, Snowden volò verso Hong Kong. Egli si trovava in un albergo di Hong Kong, il Mira Hotel, quando i primi articoli che rivelano informazioni sulla NSA che aveva fatto trapelare furono pubblicati.
Le ultime notizie sulla base di documenti divulgati da Snowden sono stati i seguenti:
- Il 5 giugno, The Guardian ha pubblicato un ordine top secret della Corte di Sorveglianza Straniera (FISC), che ha ordinato a un ramo dell'azienda di Verizon Communications di fornire "quotidianamente" con il sistema metadata tutte le chiamate "all'interno degli Stati Uniti, tra cui telefonate locali "e di tutte le chiamate effettuate tra gli Stati Uniti e l'estero".[31]
- Il 6 giugno, The Guardian e il Washington Post hanno rivelato l'esistenza del PRISM, un programma clandestino di sorveglianza elettronica che consente alla NSA di accedere alla posta elettronica, ricerche web, e altro traffico Internet in tempo reale.[32]
- Il 9 giugno, il Guardian ha rivelato l'esistenza di Informant senza confini, un sistema che "raccoglie i dettagli e anche le mappe per paese, una quantità voluminosa di informazioni per la NSA da reti di computer e telefono".[33]
- Il 12 giugno, il South China Morning Post ha rivelato che la NSA ha fatto pirateria in Cina e Hong Kong dal 2009.
- Il 17 giugno, The Guardian ha riferito che il Government Communications Headquarters (GCHQ), un'agenzia di intelligence britannica, aveva intercettato le comunicazioni dei politici stranieri al summit G-20 2009 di Londra.
- Il 20 giugno, The Guardian ha rivelato due documenti segreti, firmati dal procuratore generale Eric Holder, che descrivono le regole con cui la NSA determina se gli obiettivi delle indagini siano stranieri o nazionali.
- Il 21 giugno, The Guardian ha pubblicato inoltre ulteriori informazioni su Tempora, un'operazione della britannica GCHQ risalente a 18 mesi prima, per intercettare e memorizzare enormi quantità di traffico in fibra ottica.
- Il 23 giugno, il Sunday Morning Post ha riferito che Snowden aveva detto che la NSA aveva violato le società di telefonia mobile cinese per raccogliere milioni di messaggi di testo e aveva anche violato la Tsinghua University di Pechino e l'operatore asiatico della fibra ottica, Pacnet. Secondo il giornale, Snowden ha fornito i documenti con i dettagli elencati di specifici episodi nel corso di un periodo di quattro anni.
- Il 29 giugno, Der Spiegel ha riferito che nuovi documenti prodotti da Snowden dimostrano che la NSA ha spiato anche diplomatici dell'Unione Europea in missione negli USA.[34]
- Il 20 luglio, nella sede centrale del Guardian di Londra, agenti dei servizi di intelligence del Regno Unito hanno obbligato la redazione a distruggere i computer nel tentativo di distruggere i file trafugati, che però erano già stati messi al sicuro.[10]

## Asilo politico
Quando è stato chiesto perché avesse scelto di vivere a Hong Kong quando gli articoli su programmi di sorveglianza della NSA sono stati resi noti al pubblico, Snowden ha spiegato: "I dipendenti della NSA devono dichiarare i loro viaggi all'estero 30 giorni prima e sono monitorati. C'era una possibilità concreta che sarei stato intercettato in viaggio, così ho dovuto viaggiare senza prenotazione anticipata, in un paese con un quadro culturale e giuridico tale da permettermi di lavorare senza essere immediatamente arrestato. E i paesi con quelle condizioni erano Hong Kong e Islanda." Snowden ha detto che era pronto a chiedere asilo in un paese con valori condivisi, e che la sua scelta ideale sarebbe stata l'Islanda. L'Istituto Internazionale dei Media Moderni, un'organizzazione islandese a difesa della libertà di parola, ha dichiarato di voler offrire a Snowden consulenza legale e assistenza per ottenere l'asilo. L'ambasciatore islandese in Cina, Kristin Arnadottir, ha sottolineato che l'asilo non poteva essere concesso a Snowden perché la legge islandese impone che tali domande siano fatte dall'interno del paese. Snowden ha promesso di sfidare ogni tentativo di estradizione da parte del governo degli Stati Uniti, ed è stato segnalato per aver avvicinato a Hong Kong avvocati dei diritti umani.
In un'intervista al quotidiano di Hong Kong South China Morning Post, Snowden ha detto che aveva intenzione di rimanere a Hong Kong fino a quando non gli fosse stato chiesto di andarsene. Egli ha aggiunto che la sua intenzione era di lasciare che i "tribunali e le persone di Hong Kong decidessero il suo destino". I media riportano che il governo britannico ha fortemente scoraggiato le compagnie dal permettere a Snowden di salire a bordo di qualsiasi volo per il Regno Unito. L'Alto Commissariato delle Nazioni Unite per i rifugiati ha dichiarato che se Snowden dovesse chiedere lo status di rifugiato a Hong Kong, non riceverebbe alcun trattamento speciale, poiché Hong Kong non è firmataria della convenzione del 1951 relativa allo status dei rifugiati e non permette ai rifugiati di stabilirsi in città.
Il 20 e 21 giugno, un legale di WikiLeaks ha detto che un aereo noleggiato era stato preparato per il trasporto di Snowden in Islanda, e Julian Assange ha annunciato che egli era l'intermediario di una discussione tra Snowden e il governo islandese per concedere un eventuale asilo in Islanda. Il 23 giugno, i funzionari USA hanno detto che il passaporto statunitense di Snowden era stato revocato. In quello stesso giorno, Snowden era a bordo di un volo commerciale Aeroflot, da Hong Kong a Mosca, accompagnato da Sarah Harrison di WikiLeaks. Le autorità di Hong Kong hanno detto che Snowden non era stato detenuto come richiesto dagli Stati Uniti, perché la richiesta di estradizione degli Stati Uniti non aveva pienamente rispettato il diritto di Hong Kong.
Il deputato di Hong Kong Albert Ho, un avvocato a cui era stato chiesto di assistere Snowden, ha poi detto ai giornalisti che il governo di Hong Kong aveva chiarito, attraverso un intermediario, che non avrebbe interferito con il suo tentativo di lasciare il territorio. Il 24 giugno, il capo dell'esecutivo Cy Leung ha dichiarato che non vi era alcuna base legale per fermare Edward Snowden affinché non lasciasse Hong Kong, dicendo che il caso dimostrava l'adesione della città allo stato di diritto. Anche se alcuni negli Stati Uniti sono scontenti della partenza di Snowden, sia la comunità locale sia la comunità internazionale si aspettano che Hong Kong difenda la Costituzione, lo Stato di diritto, e a seguire la correttezza procedurale della giustizia. Il fondatore di WikiLeaks Julian Assange il 24 giugno ha dichiarato alla stampa che la sua organizzazione aveva pagato per l'alloggio di Snowden a Hong Kong e per il suo volo.
Assange ha detto che Snowden è stato in volo per l'Ecuador, attraverso la Russia e forse altri paesi. All'arrivo di Snowden a Mosca, il Ministro degli esteri dell'Ecuador, Ricardo Patiño, ha annunciato che Snowden aveva chiesto asilo in Ecuador. Gli Stati Uniti hanno un trattato di estradizione con l'Ecuador, ma esso contiene un'eccezione per reati politici, in base alla quale l'Ecuador può negare l'estradizione se ritiene che l'azione legale è sorta per ragioni politiche. Il presidente del Venezuela Nicolás Maduro ha offerto nel luglio del 2013 asilo politico e umanitario a Edward Snowden e anche Nicaragua e Bolivia si sono unite all'offerta.
Il 2 luglio 2013 all'aereo presidenziale della Bolivia, con a bordo il presidente Evo Morales e il suo Ministro della Difesa, di ritorno da un summit a Mosca di esportatori di gas, è stato impedito il sorvolo nei cieli di Francia, Portogallo, Spagna e Italia su pressioni della Casa Bianca. L'aereo è stato costretto a un atterraggio di emergenza a Vienna, per il sospetto, rivelatosi infondato, che sull'aereo potesse nascondersi Snowden. Le proteste della Bolivia per questo abuso e violazione degli accordi sul traffico aereo internazionale, perorate anche da Venezuela, Argentina e Ecuador, sono state disattese.
Nell'agosto 2013 la Russia ha concesso asilo politico temporaneo a Snowden, che ha potuto lasciare l'aeroporto.
Snowden ha affermato di non avere relazioni particolari di collaborazione con i governi di Cina e Russia, dove attualmente risiede con un particolare permesso di soggiorno di tre anni concesso nell'agosto 2014, e di non aver mai fatto richiesta di asilo politico definitivo al governo di Mosca. Secondo alcune indiscrezioni dell'intelligence statunitense, il presidente russo Putin avrebbe pensato di consegnare Snowden al neo presidente Donald Trump, per una distensione dei rapporti tra Washington e Mosca, nonostante il 18 gennaio 2017 gli fosse stato rinnovato il permesso di residenza in Russia fino al 2020, anno nel quale potrebbe richiedere la cittadinanza russa.
Il 22 ottobre 2020 gli venne accordato il permesso di residenza permanente in Russia.
Dopo due anni di attesa da quando ne aveva fatto richiesta, il 26 settembre 2022 ottiene dal governo russo la piena cittadinanza con tutti i diritti ad essa connessi.

## Riconoscimenti
- Nel luglio 2013 ha vinto il premio Whistleblower, istituito da numerose associazioni per i diritti umani della Germania (tra cui la sezione tedesca di Transparency International) per il suo impegno sulla diffusione di dati e di informazioni nel mondo.[43][44]
- Nell'ottobre 2013 ha ricevuto il Premio Sam Adams a Mosca, conferitogli da ex-membri dell'FBI, dell'NSA e della CIA, che viene attribuito «a coloro che dimostrano integrità nel rivelare informazioni di intelligence che vanno a informare il pubblico».[45][46]
- Il 10 dicembre 2013 è stato nominato «personaggio dell'anno» dal quotidiano inglese The Guardian.[47]
- Il 23 settembre 2014 ha vinto il Right Livelihood Award.[48]

## Opere
- (EN) Edward Snowden, Permanent Record, Henry Holt and Company, 17 settembre 2019, ISBN 978-1-250-23724-8.
  -  Edward Snowden, Errore di sistema, Longanesi, 17 settembre 2019, ISBN 978-88-304-5468-2.

## Film e documentari biografici
- Nel 2014 venne realizzato il documentario Citizenfour, con lo stesso Snowden e con Julian Assange, girato da Laura Poitras coi protagonisti delle divulgazioni sulla sorveglianza di massa del 2013.
- Il film del 2016 God di Edwin Brienen è ispirato alla sua storia.
- Nel 2016 venne realizzato il film Snowden diretto da Oliver Stone e con l'attore Joseph Gordon-Levitt nei panni di Snowden. La pellicola è basata sui due libri The Snowden Files di Luke Harding[10] e Time of the Octopus di Anatoly Kucherena. Lo stesso Edward Snowden appare nei panni di se stesso nelle scene finali del film e nelle scene durante i titoli di coda.
- È inoltre presente nel videoclip del brano The Veil composto da Peter Gabriel per il film.[49]